# François Bonvin
François Bonvin, född 22 november 1817 och död 19 december 1887, var en fransk konstnär.
Bonvin målade främst små varma bilder med motiv ur småborgerlig omgivning, stilmässig nära besläktad med Gustave Courbet.